# Pagani (község)
Pagani község (comune) Olaszország Campania régiójában, Salerno megyében.

## Fekvése
A megye északnyugati részén fekszik. Határai: Nocera Inferiore, San Marzano sul Sarno, San Valentino Torio, Sant’Egidio del Monte Albino, Tramonti és Corbara.

## Története
Nevének eredetét illetően többféle feltételezés létezik. Az egyik szerint a város neve a latin pagus (jelentése falu) ered, más vélemények szerint az itt megtelepülő szaracénok, pogányok (olasz nyelven pagani) után kapta a nevét. Létezik egy harmadik hipotézis is, amely szerint a település nevét a középkorban itt élt Pagani nemesi család után kapta, akik 987-ben megalapították a templomos lovagrendet. 
A települést valószínűleg észak-afrikai és görög telepesek alapították Taurania név alatt. Titus Livius megemlíti Tauraniát mint Campania felix egyik stratégiai jelentőségű települését. A a Vezúv 79-es kitörése a település lakóit menekülésre kényszerítette. A település az 5. században, a longobárdok érkezésével népesült be ismét. Ekkor építették fel a település várát is. A középkor során báróság központja volt. A következő századokban nemesi birtok volt. A 19. században nyerte el önállóságát, amikor a Nápolyi Királyságban felszámolták a feudalizmust.

## Népessége
A népesség számának alakulása:

## Főbb látnivalói
- Palazzo Criscuolo
- Palazzo Pagano
- Palazzo Tortora degli Scipioni
- Sant’Alfonso-bazilika
- Santa Maria della Purità-templom
- Santissima Addolorata-templom
- Santissimo Corpo di Cristo
- Madonna del Carmine-szentély